# King Nine Will Not Return
King Nine Will Not Return este primul episod al celui de-al doilea sezon al serialului american Zona crepusculară. A fost difuzat inițial pe 30 septembrie 1960 pe CBS.
Acesta a fost primul episod în care Rod Serling apare în fața camerei la începutul episodului.

## Prezentare

### Intriga
Este al Doilea Război Mondial, iar „King Nine”, un bombardier B-25 Mitchell, s-a prăbușit în deșert. Căpitanul James Embry se trezește izolat, singur, alături de rămășițele aeronavei, neștiind ce s-a întâmplat cu membrii echipajului său. Toate vedeniile sale despre cei dispăruți intensifică dezorientarea lui Embry.
În timp ce își caută echipajul, acesta descoperă mormântul unuia dintre oamenii săi și recunoaște pe cer avioanele F9F Cougar⁠(d) (Îngerii Albaștri⁠(d)), care nu existau în 1943. Este nedumerit de faptul că deține informații despre avioanele cu reacție și devine din în ce mai tulburat. Embry se prăbușește în nisip și descoperim că este de fapt internat într-un spital și suferă halucinații, 17 ani după întâmplările prezentate.
Încrezători că acesta își va reveni, doi medici discută despre cum suferința sa ar fi fost declanșată de un titlu din ziar. Articolul menționa că a fost descoperit în deșert bombardierul dispărut King Nine, care nu a revenit la bază după o misiune desfășurată în 1943. Căpitanul Embry fusese diagnosticat cu febră, iar în locul său a fost numit un alt căpitan. Titlul i-a declanșat sentimentul de vinovăție⁠(d), iar acesta a fost atât de intens încât i-a cauzat halucinații în care era prezent la locul prăbușirii.
Medicii îl asigură pe Embry că s-a reîntors în acel loc doar în mintea sa. Cu toate acestea, în momentul în care o asistentă îi umblă cu hainele, unul dintre pantofii săi este plin de nisip.

## Distribuție
- Bob Cummings - Căpitanul James Embry
- Gene Lyons⁠(d) - Psihiatru
- Paul Lambert⁠(d) - Medic
- Jenna McMahon⁠(d) - Asistenta